# Гожовски окръг
Гожовски окръг (на полски: Powiat gorzowski) е окръг в Западна Полша, Любушко войводство. Заема площ от 1214,23 км2. Административен център е град Гожов Велкополски, който не е част от окръга.

## География
Окръгът обхваща територии от историческите области Любушка земя и Великополша. Разположен е северозападната част на войводството.

## Население
Населението на окръга възлиза на 69 396 души (2012 г.). Гъстотата е 57 души/км2.

## Административно деление
Административно окръгът е разделен на 7 общини.
Градска община:
- Костшин над Одрон

Градско-селска община:
- Община Витница

Селски общини:
- Община Богданец
- Община Дешчно
- Община Клодава
- Община Любишин
- Община Санток

## Фотогалерия
- Витница
- Костшин над Одрон